# 陸奥湾

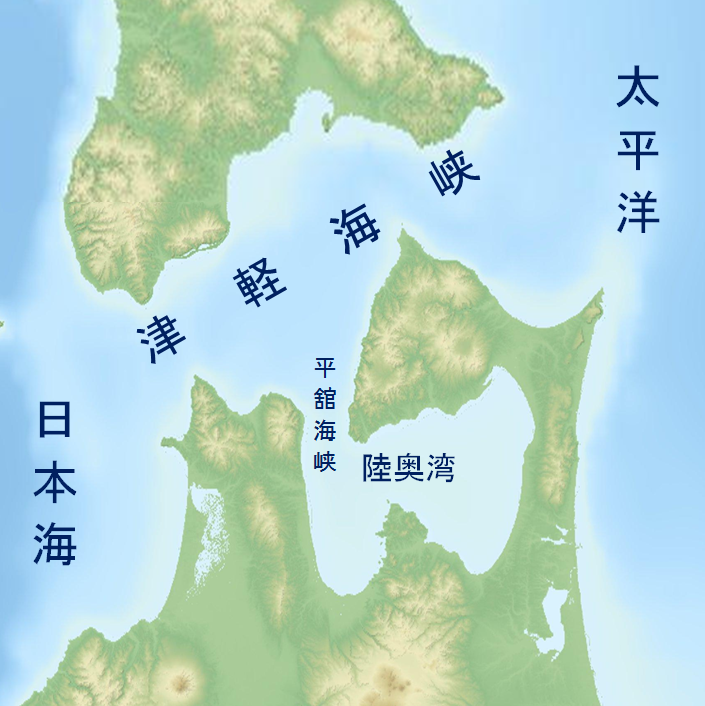
陸奥湾の地図

陸奥湾（むつわん）は、青森県の下北半島、夏泊半島、津軽半島に囲まれた湾である。

## 地理
青森県下北郡佐井村の焼山埼と東津軽郡外ヶ浜町の平舘灯台を結ぶ線から南側の海域を指す。湾口幅14km、面積1667.69km2、湾内最大水深75mである。
平舘海峡で津軽海峡と通じ、津軽暖流が津軽海峡から平舘海峡を経て流れ込み、湾内を周回して津軽海峡に出ている。
湾奥の中央部の夏泊半島を境に湾南部は東南の野辺地湾と、西南の青森湾に分かれ、北東にも大湊湾（安渡湾）という小さな湾がある。大湊湾は芦崎と呼ばれる砂嘴によって内部に芦崎湾（大湊港）を形成しており、芦崎には干潟や海岸平野や砂丘も存在する。
湾内の海岸近くには無人島や岩礁が幾つかある。湯の島（青森市）は対岸の浅虫温泉からカタクリまつりなどの時季に船で渡ることができるほか、夏泊半島突端の大島（平内町）は橋で行き来できる。このほか平内町の沿岸には茂浦島と鴎島が、むつ市脇野沢沖には鯛島がある。

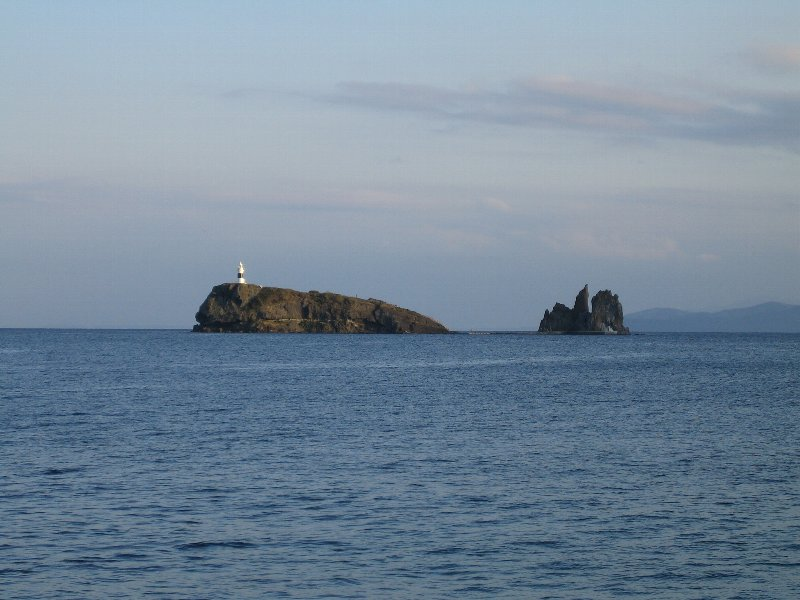
鯛島
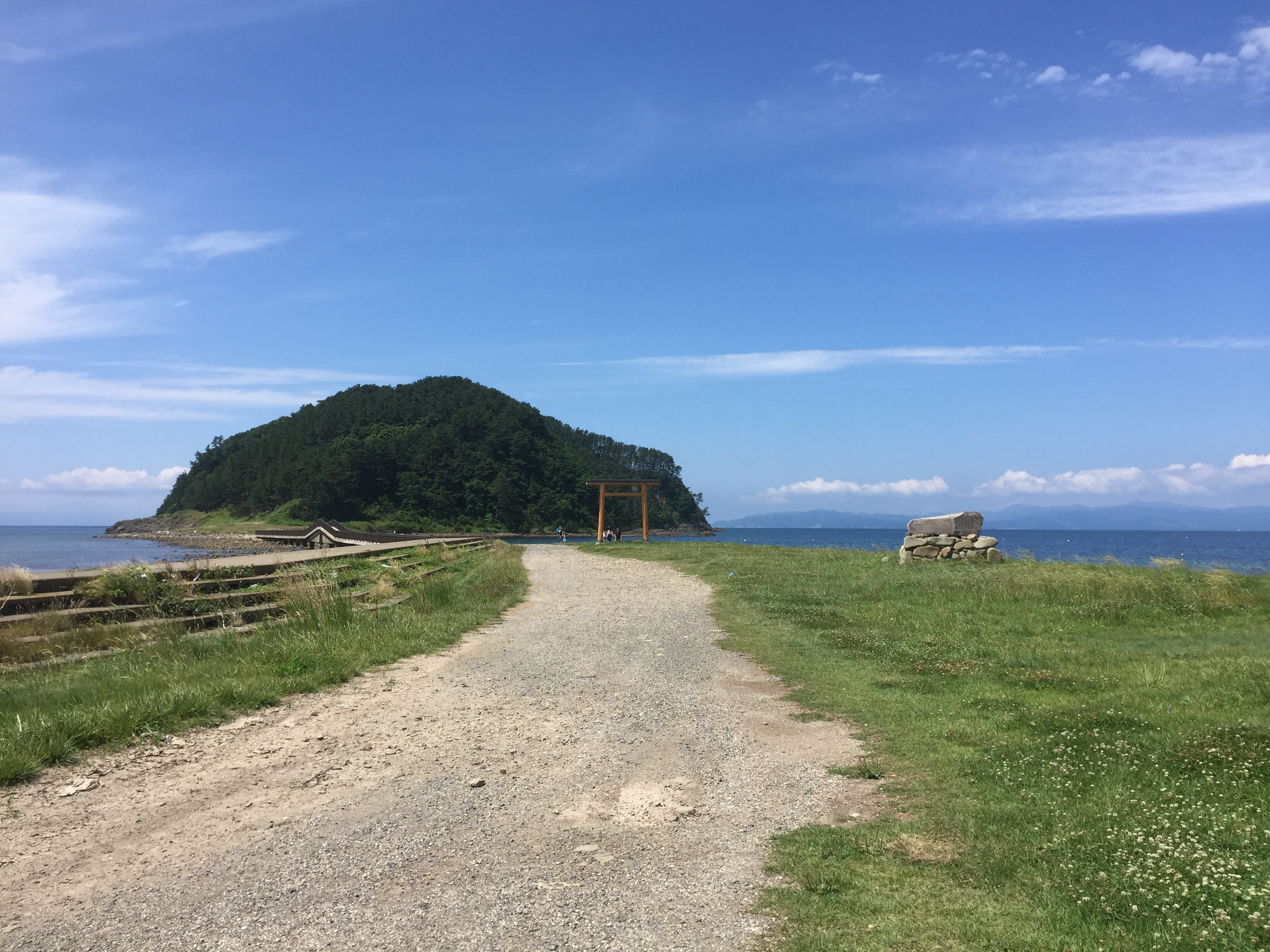
大島（夏泊半島）
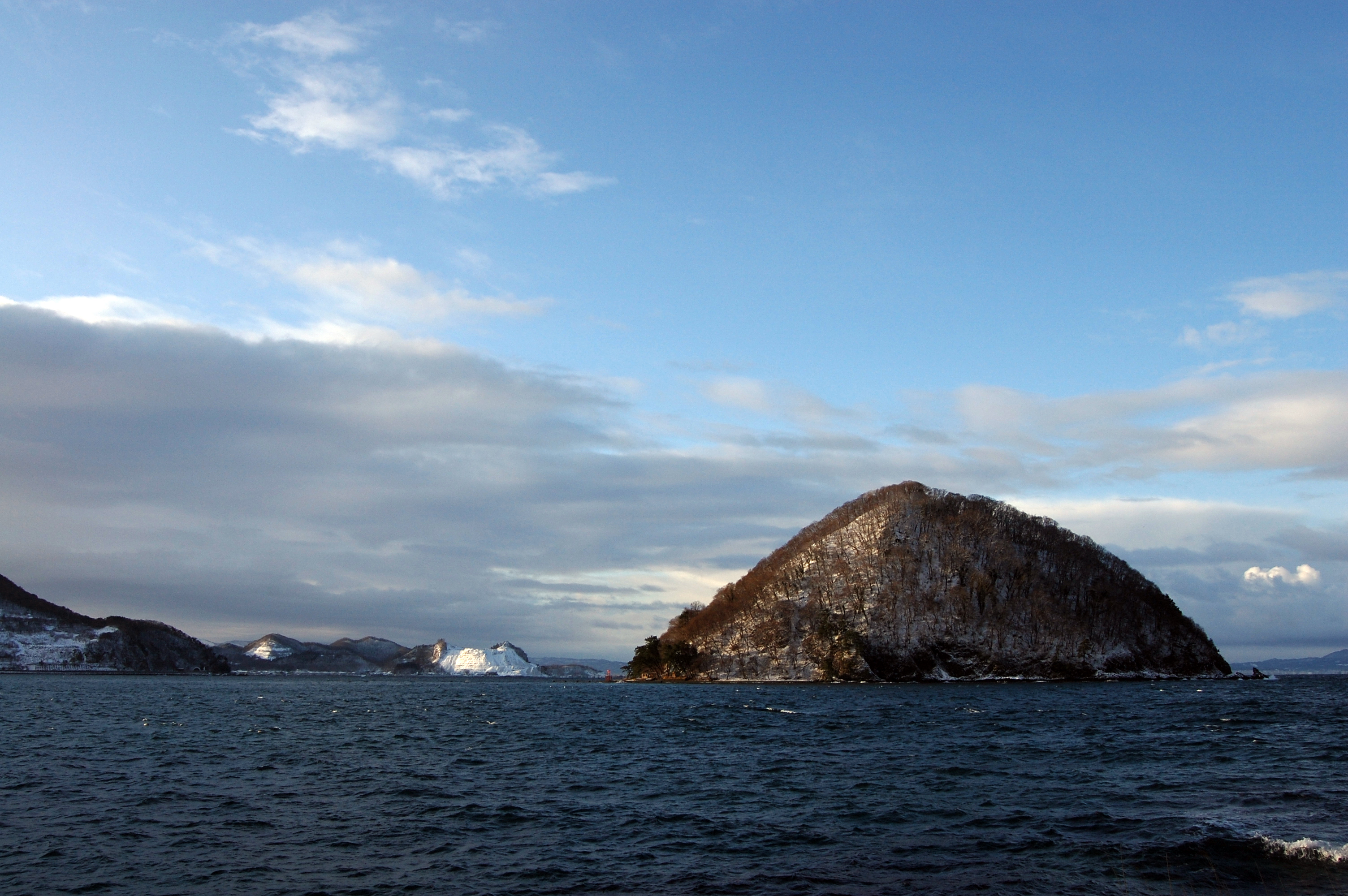
湯ノ島
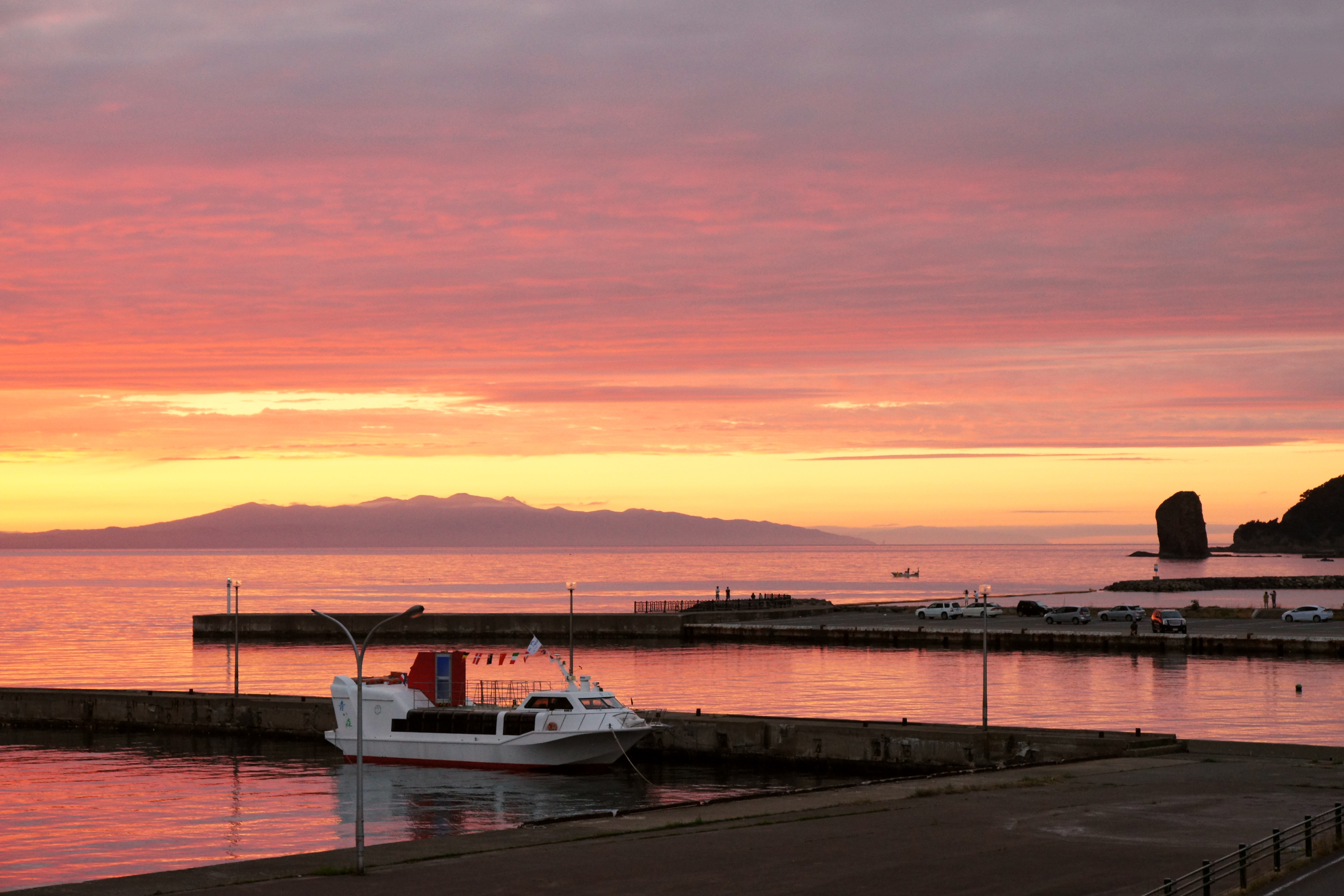
浅虫温泉付近
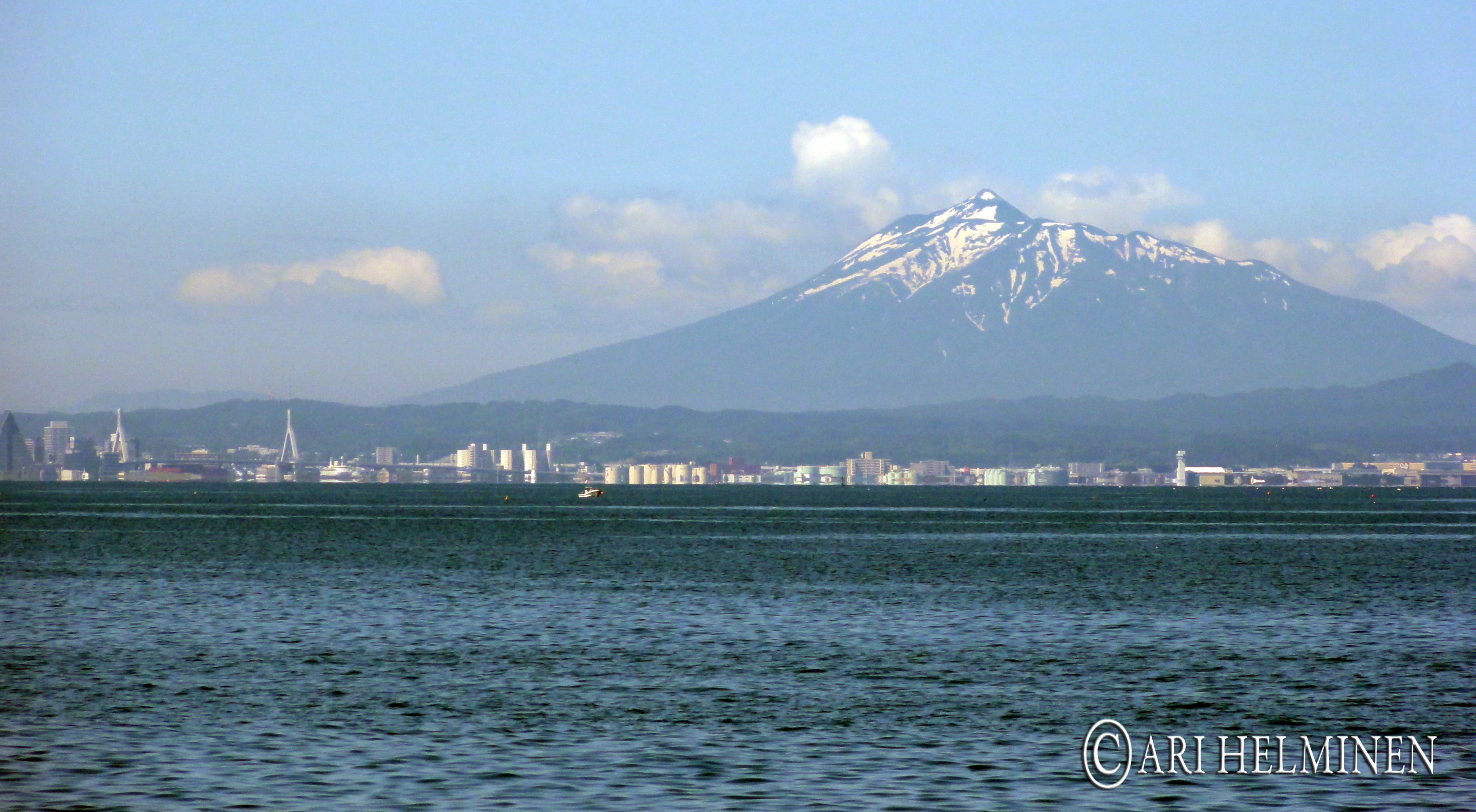
青森港から見た岩木山

## 生物と水産業

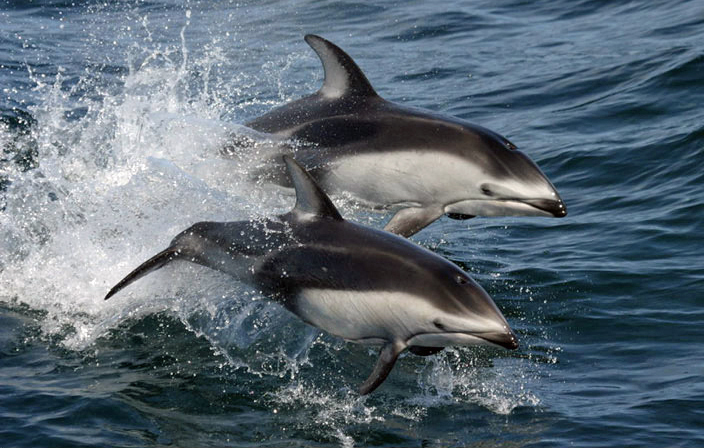
カマイルカ

陸奥湾内では各所でホタテの養殖が行われ、ナマコ、ホヤ、トゲクリガニ、ヒラメなどの漁場にもなっている。しかしホタテは海水温の上昇に弱く、2010年の猛暑で養殖ホタテに被害が出た。成貝に比べ暑さにも強いとされているホタテの稚貝も相当数が死滅した。ホタテは殻付きで出荷されるほか、貝柱だけを取り出して貝殻は捨てられる場合も多い。陸奥湾沿岸には現代版の貝塚とでも言うべき高く積み上げられたホタテ貝殻の小山が存在する。
湾内にはマイワシやカタクチイワシなどを追ってカマイルカが回遊し、湾内や津軽海峡ではむつ湾フェリーや津軽海峡フェリーなどを応用したイルカウォッチングや目視調査も行われている。津軽海峡は様々な鯨類や鰭脚類の回遊経路になっているが、カマイルカ以外の海獣の陸奥湾内における観察は概して珍しく、陸奥湾内や平舘海峡の周辺で近年に毎年確認されているのはミンククジラとキタオットセイであり、その他の種類も湾口部の内外などで時節確認されているが、毎年出現しているのかは不明瞭となっている。函館湾で捕鯨が行われていたことからも、捕鯨時代の以前はセミクジラやコククジラやザトウクジラを含む中・大型の沿岸性のヒゲクジラ類が津軽海峡やその沿岸部を利用していたり、県内各地の遺跡から痕跡が発見されていたり周辺での捕獲記録が残されていることからもニホンアシカ（絶滅種）やトドやキタオットセイやアザラシなども、陸奥湾内の利用頻度は不明だが近隣に分布していたと思われる。また、海獣だけでなくウバザメやオニイトマキエイ（マンタ）やマンボウなどの大型魚類も湾の内外で確認されている他に、近年は地球温暖化のためかウミガメのような暖海を好む生物も津軽海峡の沿岸部で確認されてきている。
芦崎には干潟が形成されており、オオハクチョウや貝類などの多様な生物に利用されている。また、沿岸部には世界最北端の分布として知られるニホンザルも頻繁に出現するが、陸棲・半陸棲の大型哺乳類としてはニホンジカ、イノシシ、ニホンオオカミ、ニホンカワウソ、ニホンアシカが県内で絶滅している。

## 交通
沿岸部の多くは国道4号など道路が整備され、鉄道では青い森鉄道線とJR東日本の大湊線、津軽線が走る。JRの快速列車「リゾートあすなろ」は、海岸近くの区間では陸奥湾の眺望を売り物の一つにしている。
青森県の北半分は、陸奥湾を挟んで陸地が「ω」字状に向かい合う。陸奥湾を通る旅客船やフェリーは、道路・鉄道整備や過疎化で減ったとはいえ、現在も複数運航されている。平舘海峡は冬季を除き、むつ湾フェリーで渡ることができる。青森港からは北海道の函館港と青函航路が設定されているほか、シィラインが下北半島北西の佐井港などと結んでいる。この航路は景勝地として知られる仏ヶ浦を海上から遠望できるほか、4～10月は仏ヶ浦に寄る観光船に乗り継げる。
陸奥湾は、国際海峡である津軽海峡を含めた日本北方海域をにらむ大きな内海であるため、湾北東の大湊が日本海軍時代から現在の海上自衛隊まで重要な軍港として使われている。